# グッド・ナイト・ワールド
『グッド・ナイト・ワールド』は、岡部閏による日本の漫画作品。『裏サンデー』（小学館）と『マンガワン』（同社）にて、2015年12月28日から2017年1月8日まで連載された。公式略称は「GNW」。4人組の疑似家族を描いた作品。
前日譚を描いた『グッドナイト・ワールドエンド』が、『マンガワン』にて2023年8月1日から2024年6月25日まで連載された。

## 登場人物
声の項はアニメの声優。

### 現実
有間太一郎
声 - 廣瀬大介
本作の主人公。
有間明日真
声 - 島﨑信長
有間小次郎
声 - 大塚明夫
有間雅
声 - 遠藤綾
有間綾
声 - 水瀬いのり
神室花
声 - 高橋李依
桜井雛子

### プラネット
イチ
本作の主人公。
あああああ

赤羽士郎

メイ

キャプテン・ピコ
声 - 悠木碧
シガテラ
声 - 津田健次郎
レオン
声 - 木村良平
サスマタ
声 - 七海ひろき

## 作風
ライターの若林理央によると「ゲームに疎い人にも勧められる」ように描かれており、「テンポが良く飽きさせない展開で、するすると読み進められる」作品である。インターネットのゲーム上の架空世界を舞台としており、「序盤からしばらくは異世界のファンタジー漫画」に見えるが、前半の早い段階で疑似家族の赤羽一家が現実世界でも家族であることや「黒い鳥」が現実世界でも人を殺すことができるなど、斬新なストーリーが展開されている。「エピソードとエピソードのあいだに収録されているコラム」では「漫画の世界観に入り込めるような内容」が書かれているため、ゲームについての知識がない読者でも世界観や用語がわかり、見どころとなっている。

## 制作背景
『グッドナイト・ワールドエンド』について、作者の岡部は「これを読んだ人が配信しているからアニメを観よう、6年前の作品だけど元のマンガも読んでみよう」と読者が思うように制作されている。編集部から難しいのではないかと指摘されているが、岡部はまだ誰も考えていないようなアイデアに踏みこんで描きたいと考えている。

## 書誌情報
- 岡部閏『グッド・ナイト・ワールド』小学館〈裏少年サンデーコミックス〉、全5巻
  1. 2016年4月12日発売[6] ISBN 978-4-09-127226-3
  2. 2016年7月12日発売[7] ISBN 978-4-09-127356-7
  3. 2016年10月12日発売[8] ISBN 978-4-09-127390-1
  4. 2017年2月10日発売[9] ISBN 978-4-09-127529-5
  5. 2017年3月17日発売[10] ISBN 978-4-09-127552-3
- 岡部閏『グッドナイト・ワールドエンド』小学館〈裏少年サンデーコミックス〉、全3巻
  1. 2023年10月12日発売[11]、ISBN 978-4-09-852873-8
  2. 2024年3月19日発売[12]、ISBN 978-4-09-853170-7
  3. 2024年8月8日発売[13]、ISBN 978-4-09-853384-8

## アニメ
2023年10月12日よりNetflixにて配信中。全12話。

### 制作
2023年7月31日にアニメ化が発表。キービジュアルや第1弾PVとともに、スタッフ・キャスト・主題歌アーティストの情報が公開された。同年9月27日には、第2弾PVが公開された。同年10月12日には、奥山鈴奈による描き下ろし新ビジュアルが公開された。
アニメーション制作はNAZ、監督は菊池カツヤ、シリーズ構成・脚本は横手美智子、キャラクターデザインは奥山鈴奈が担当する。
オープニングテーマはにじさんじ所属の葛葉が、エンディングテーマは同じくにじさんじの音楽グループであるNornisが担当する。

### メインスタッフ
※出典
| 原作                 | 岡部閏                       |
| 監督                 | 菊池カツヤ                   |
| シリーズ構成・脚本   | 横手美智子                   |
| キャラクターデザイン | 奥山鈴奈                     |
| 総作画監督           | 奥山鈴奈 関根千奈未 實藤晴香 |
| 動画監督             | 金子由紀江                   |
| メインアニメーター   | 滝川和男 中村真悟            |
| モンスターデザイン   | 滝川和男                     |
| プロップデザイン     | 大塚あきら                   |
| 美術設定             | 椎野隆介                     |
| 色彩設計             | 有尾由紀子                   |
| 撮影監督             | 伊藤遼                       |
| CG監督               | 三田邦彦                     |
| 編集                 | 小口理菜（Imagica EMS）      |
| 音楽                 | 若林タカツグ                 |
| 音響監督             | 横田知加子                   |
| 音響効果             | 中島勝大                     |
| 音響制作             | ソニルード                   |
| 制作プロデューサー   | 須田泰雄                     |
| 制作デスク           | 高木伸男                     |
| 制作                 | NAZ                          |
| 製作                 | GLM                          |

### 主題歌
「Black Crack」
葛葉によるオープニングテーマ。作詞は溝口貴紀、作曲・編曲は加藤冴人。
「salvia」
Nornisによるエンディングテーマ。作詞は堀江晶太、作曲・編曲はMasahiro "Godspeed" Aoki。

### 各話リスト
| 話数 | サブタイトル | 絵コンテ          | 演出              | 作画監督                                                                                        | 総作画監督                                              |
| ---- | ------------ | ----------------- | ----------------- | ----------------------------------------------------------------------------------------------- | ------------------------------------------------------- |
| 1    | LOG IN       | 菊池カツヤ        | 菊池カツヤ        | 奥山鈴奈 関根千奈未 實藤晴香                                                                    | 奥山鈴奈                                                |
| 2    | ERROR        | 藤原和々          | 藤原和々          | 奥山鈴奈 関根千奈未 飯塚葉子 池田竜也 櫻井拓郎 桜井このみ 谷口繁則 青木真理子                   | 関根千奈未                                              |
| 3    | INSTALL      | 菊池カツヤ        | 栗山貴行          | 滝川和男 鎌田均 吉岡敏幸 岡田雅人 前田義宏                                                      | 實藤晴香 奥山鈴奈                                       |
| 4    | UPGRADE      | 後藤圭二          | 小野隆宏          | 前田義宏 鎌田均 はっとりますみ 桜井このみ 南伸一郎                                              | 奥山鈴奈 関根千奈未                                     |
| 5    | VIRUS        | 青柳隆平          | 長澤雄樹          | 関根千奈未 實藤晴香 大塚あきら 桜井このみ 南伸一郎 はっとりますみ 櫻井拓郎 池田竜也             | 関根千奈未 實藤晴香                                     |
| 6    | REMOVE       | 菊池カツヤ        | 菊池カツヤ        | 奥山鈴奈                                                                                        | 奥山鈴奈                                                |
| 7    | BAN          | 福田道生 島津裕行 | 友田政晴 長澤雄樹 | 中村真悟 大塚あきら 桜井このみ 金哲洙 朴朱絃                                                    | 奥山鈴奈 関根千奈未 滝川和男 小谷杏子                   |
| 8    | RELOAD       | 渡部穏寛          | 藤原和々          | 関根千奈未 實藤晴香 奥山鈴奈 はっとりますみ 桜井このみ 池田竜也 前田義宏 松下純子 金哲洙 朴朱絃 | 関根千奈未 實藤晴香 奥山鈴奈                            |
| 9    | AR           | 島津裕行          | 栗山貴行          | 奥山鈴奈 鎌田均 はっとりますみ 飯塚葉子 斉藤和也                                                | 奥山鈴奈 関根千奈未 實藤晴香                            |
| 10   | REGISTRY     | 菊池カツヤ        | 栗山貴行 長澤雄樹 | 奥山鈴奈 関根千奈未 實藤晴香 小谷杏子 永野美春 岡野幸男 原田峰文 松本昌代 池田竜也 小田真弓     | 奥山鈴奈 関根千奈未 實藤晴香                            |
| 11   | DEBUG        | 西澤晋            | 藤原和々          | 大塚あきら 櫻井拓郎 桜井このみ 斉藤和也 松本昌代 南伸一郎 松下純子                              | 菊池カツヤ 奥山鈴奈 関根千奈未 實藤晴香                 |
| 12   | Hello, World | 菊池カツヤ        | 菊池カツヤ        | 奥山鈴奈 関根千奈未 實藤晴香 桜井このみ 櫻井拓郎                                                | 奥山鈴奈 [ 注 1 ] 関根千奈未 [ 注 1 ] 實藤晴香 [ 注 1 ] |